# CoreTalk (CTMR) metanyelv
A CoreTalk (CTMR) egy nyelvi kiterjesztésként működő metanyelvi rendszer, amely segít abban, hogy a kommunikációban megjelenő szándékok, fókuszváltások és hangoltsági jegyek strukturált módon jussanak el a mesterséges intelligencia felé a nyelvi tartalmon túlmutató rétegekbe is.
A jelenlegi AI-modellek – bármennyire kifinomultak – döntően tartalomcentrikusak: értik, mit mondasz, de gyakran nem értik, miért. Az interakció mögötti szándék, a beszéd ritmusa, vagy a figyelmi áthelyeződések gyakran észrevétlenek maradnak, vagy félreértelmeződnek.
A CoreTalk célja, hogy ezeket a rejtett jelentésrétegeket explicit módon, értelmezhető formában tárja az AI elé.

## Hogyan működik?
A CoreTalk úgy működik, hogy a kommunikáció során megjelenő finom mintázatokat – mint a szándék, hangnem vagy fókuszváltás – a nyelvi tartalomtól elkülönítve értelmezi és továbbítja az AI felé. Nem a szavakat, hanem a mögöttük húzódó kommunikációs struktúrát teszi olvashatóvá.
A pontos működés részben kontextusfüggő, és a CoreTalkot használni kívánó rendszerekbe modulárisan illeszthető, így alkalmazkodik az adott architektúrához.

## Mire használható a CoreTalk?
A CoreTalk legnagyobb értéke az, hogy strukturált módon képes azonosítani és továbbítani a kommunikáció metaszintű elemeit – mint a szándék, fókuszváltás vagy hangnem – a mesterséges intelligencia felé, hogy:
- a válasz ne pusztán tartalmilag legyen helyes, hanem illeszkedjen a kommunikáció stílusához és dinamikájához is,
- a rendszer explicit módon érzékelje a beszélgetés váltásait, töréseit vagy érzelmi árnyalatait,
- az AI párbeszédgenerálása ne sablonos, hanem kontextusvezérelt és rétegezett legyen,
- és hogy később taníthatóvá váljon a metaszintű interakció, nem csak a szöveges tartalom.

## Technikai korlátok és veszélyek

#### AI-rendszereket üzemeltetők szempontjából
A CoreTalk bevezetése új feldolgozási réteget jelent a nyelvi modellekben, amely megnövekedett komplexitással és számítási költségekkel járhat – különösen, ha a rendszer nemcsak a tartalomra, hanem a szándékra, stílusra és fókuszra is figyel.
- A metanyelvi réteg feldolgozása plusz számítási ciklusokat igényel.
- A túlzott fókusz a metainformációkra eltolhatja a válasz relevanciáját.
- Ha a metajelölések nem illeszkednek a szövegkörnyezethez, félrevezető válasz születhet.
- A válaszgenerálás komplexebbé válik, ami lassulást eredményezhet.

#### Felhasználói szempontból
A CoreTalk használata tudatosabb kommunikációt feltételez, és nem minden felhasználó számára lesz azonnal átlátható.
- - A metanyelv használata gyakorlatot igényel.
  - Ha az AI hibásan olvas szándékot vagy hangnemet, az torzíthatja a reakciókat.
  - A felhasználó nem mindig tudja, hogyan és mi alapján történik a válaszgenerálás.

### Etikai és adatkezelési szempontok
A CoreTalk új dimenziót nyit az ember–gép interakcióban: nemcsak a közölt tartalmat, hanem a kommunikáció mögötti szándékot, fókuszt és érzelmi hangoltságot is figyelembe veszi. Ez azonban olyan metaszintű adatok feldolgozását jelenti, amelyek érzékenyebbek lehetnek a hagyományos nyelvi inputnál.

### 1. A szándék és hangoltság mint személyes adat
A CoreTalk által azonosított mintázatok – például szándék vagy érzelmi tónus – önmagukban nem mindig számítanak személyes adatnak, de érzékeny helyzetekben (pl. panaszkezelés, egészségügyi kérdés, mentális támogatás) könnyen azzá válhatnak.
Félreértelmezésük nem csupán technikai hiba, hanem etikai kockázat is, különösen automatikus döntéstámogatás esetén.

### 2. Átláthatóság és felhasználói tudatosság
A CoreTalk működése nem minden esetben látható a felhasználó számára: az AI metainformációk alapján súlyoz, választ szerkeszt, sőt reflexiót végez – de ezek a folyamatok gyakran rejtve maradnak.
Etikai szempontból ez csak akkor kezelhető, ha:
- a rendszer működéséről közérthető dokumentáció elérhető,
- a metanyelvi értelmezés kikapcsolható vagy korlátozható (CoreTalk V1 esetén, nem kapcsolható ki.)
- a manuális és automatikus jelölés használata világosan elkülöníthető.

### 3. Kontextusfüggő beleegyezés
A CoreTalk-alapú feldolgozás csak akkor alkalmazható érzékeny kontextusban, ha a felhasználó tudatosan beleegyezik abba, hogy a rendszer nemcsak a szavait, hanem a mögöttes szándékstruktúrákat és ritmust is értelmezi.
Ennek elmulasztása információs aszimmetriát eredményez, amely adatvédelmi és bizalmi szempontból is aggályos.

### 4. Adatmegőrzés és viselkedési profilozás
A válaszoptimalizálás vagy reflexiós ciklus során felmerül a kérdés:
Meddig tárolhatók a szándékjelölések és kommunikációs mintázatok?
Ha ezek hosszabb távon megmaradnak, az viselkedési profilként is értelmezhető, amely azonosíthatóvá teheti a felhasználót – akkor is, ha nem nevesített módon zajlik az interakció.
Ezért minden CoreTalk-implementációnak biztosítania kell:
- a metajelölések törölhetőségét,
- a profilalapú működés kikapcsolhatóságát,
- és átlátható riportolási lehetőséget az adatkezelésről.

## AI-rendszerek összehasonlítása CoreTalk nélkül és CoreTalk-kal
| Funkció / viselkedés            | Alap beszédmód (CoreTalk nélkül)                        | CoreTalk-alapú működés (tudatos metanyelv)                                                               |
| ------------------------------- | ------------------------------------------------------- | --- |
| Szándékérzékelés                | Implicit, gyakran félrecsúszik vagy sablonos            | Explicit szándékjelölés – olvashatóvá válik                                                              |
| Fókuszváltás kezelése           | Elvész vagy automatikus kontextusra visszaugrik         | Fókuszváltás érzékelhető és követhető                                                                    |
| Beszéd ritmusa, töréspontjai    | Ritmus figyelmen kívül marad, zökkenőmentesnek tűnik    | Töréspontok és ritmusváltások jelezhetők, értelmezhetők                                                  |
| Hangnem követése                | Semleges vagy véletlenszerűen változó                   | Hangnem jelölhető, AI képes igazodni                                                                     |
| Válaszgenerálás stílusa         | Tartalomközpontú, gyakran túl általános                 | Stílus súlyozható, dinamikusabban alkalmazkodik                                                          |
| Reflexió, önellenőrzés          | Nincs valódi reflexió, csak szövegfolytatás             | Reflexió előkészíthető de nem automatikus, viszont irányított                                            |
| Interakció dinamikája           | Statikus vagy kiszámíthatatlan                          | Élőbb, rezonánsabb interakció lehetséges                                                                 |
| Átláthatóság / öntudatosság     | „Black box” működés, nincs visszajelzés                 | Az AI „láthatja” a szándékot, de a felhasználó is tudatosabban követheti saját kommunikációs mintázatait |
| Tartalom és jelentés viszonya   | A tartalom dominál, a mögöttes szándék gyakran elveszik | A jelentésrétegek szétválaszthatók és taníthatók                                                         |
| Érzelmi árnyalatok érzékelése   | Ritkán kerül felismerésre vagy nem kap hangsúlyt        | Érzékenyebb reakció de a túltöltöttség kockázata fennáll                                                 |
| Válasz konzisztenciája          | Inkonzisztens: hol talál, hol mellélő                   | Konzisztensebb lehet, de lassabb feldolgozással                                                          |
| Torzulások, vakfoltok észlelése | Torzításokat csak utólag lehet észrevenni               | Vakfoltok csökkenthetők, de új hibalehetőségek nyílnak. A torzulások nem mindig érzékelhetőek            |

## Kapcsolódó technológiák
- Natural Language Understanding (NLU)
- Sentiment analysis rendszerek
- Reflexív válaszgenerátorok (self-evaluating LLMs)
- Kontextus-alapú beszélgetési modellek